# Жарко Паспаль
Жарко Паспаль (27 березня 1966) — югославський баскетболіст.
Срібний призер Олімпійських Ігор 1988, 1996 років.
Чемпіон світу 1990 року.
Чемпіон Європи 1989, 1991, 1995 років, бронзовий призер 1987 року.
Бронзовий призер Юнацького чемпіонату Європи (U-18) 1984 року.
Переможець чемпіонату Європи серед кадетів (U-16) 1983 року.